# Hagenstraße (Linz)
Die Hagenstraße ist eine Straße in der oberösterreichischen Landeshauptstadt Linz. Sie verläuft in Verlängerung der Webergasse von der Rudolfstraße in nordwestlicher Richtung zur Merkursiedlung, in Verlängerung als Hohe Straße auf den Pöstlingberg. Sie wurde 1875 von der Stadt Urfahr nach dem gleichnamigen, etwa im Bereich der heutigen Anton Bruckner Universität befindlich gewesenen, 1963 abgebrochenen Schloss Hagen benannt.

## Lage und Charakteristik
Die Hagenstraße ist im gesamten Verlauf Teil der L581 Hansberg Landesstraße und Ausfallstraße von Linz. Einige Meter nach dem Beginn befindet sich eine Eisenbahnkreuzung mit der Mühlkreisbahn und ein Übergang der Pöstlingbergbahn, die der Hagenstraße bis zur Haltestelle Spazgasse folgt.

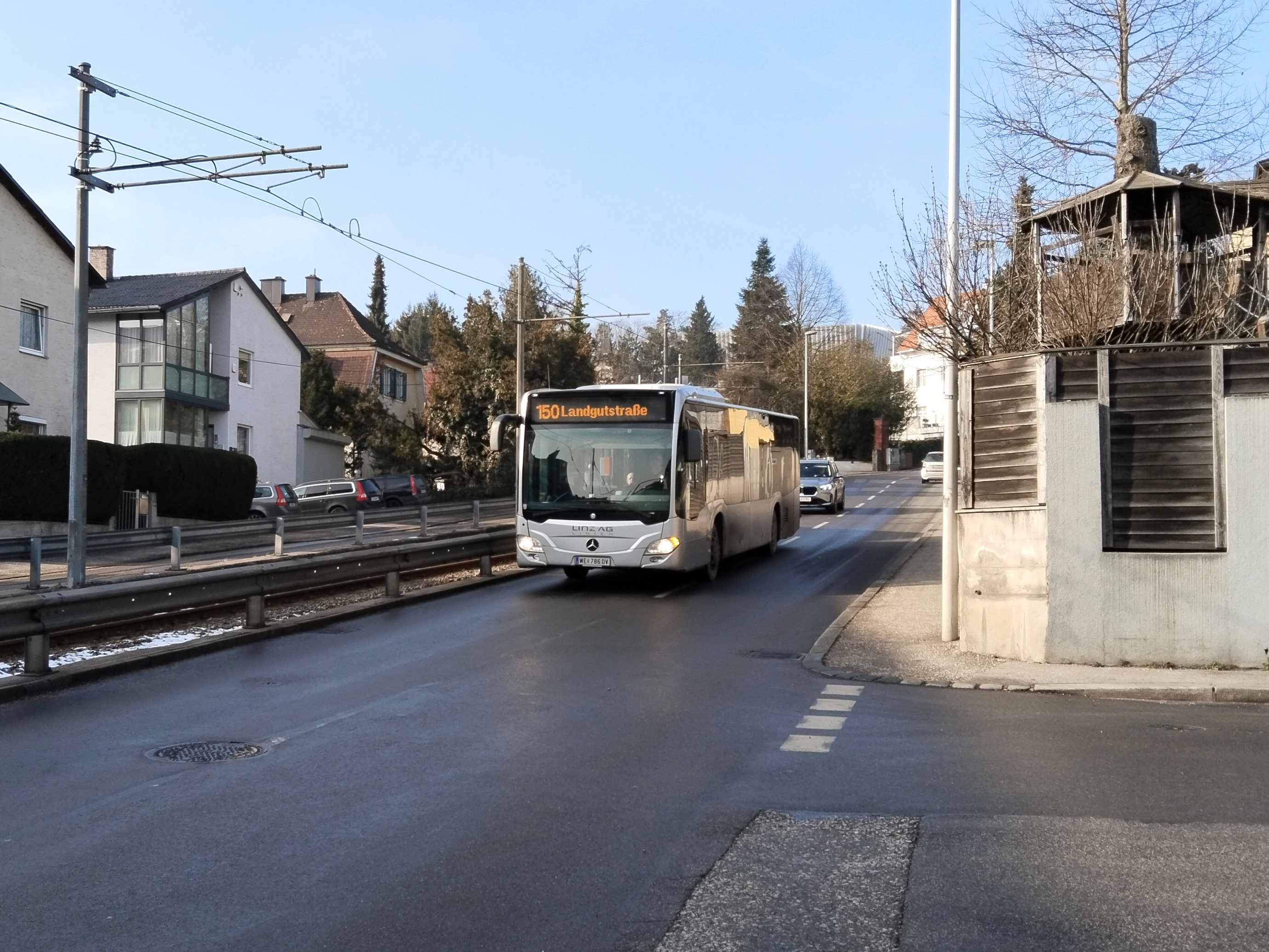
Die Hagenstraße stadtauswärts bei der Brennerstraße, links die Trasse der Pöstlingbergbahn
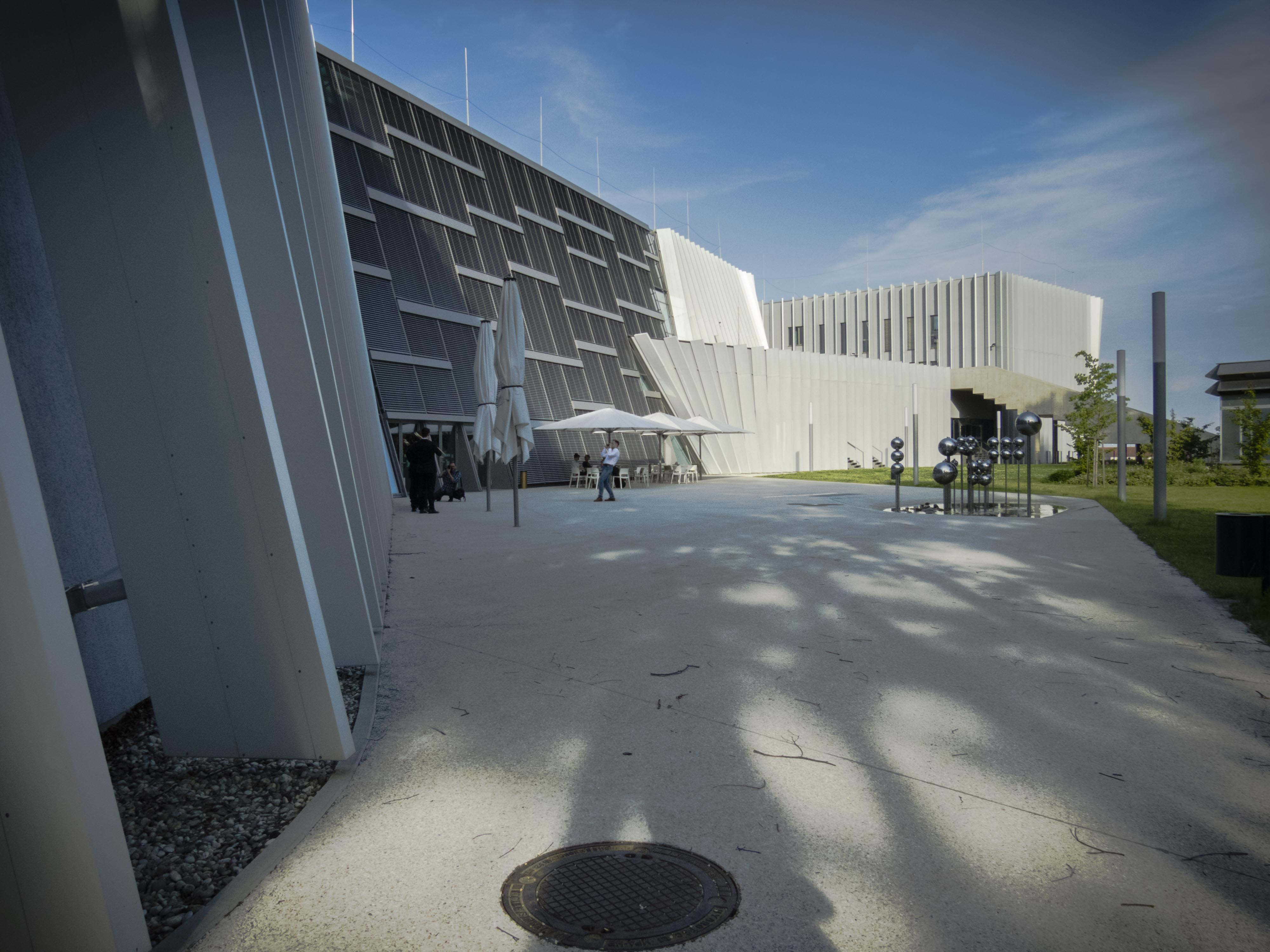
Die Anton Bruckner Universität an der Hagenstraße